# Journée du respect pour les personnes âgées
La Journée du respect pour les personnes âgées (敬老の日, Keirō no hi) est un jour férié au Japon, célébré chaque année en l'honneur des personnes âgées. Elle est devenue fête nationale pour la première fois en 1966. Célébrée initialement tous les 15 septembre, depuis 2003, elle a lieu le troisième lundi du mois de septembre, afin de créer un long week-end.
Cette fête nationale remonte à 1947, lorsque le village de Nomadani-mura (plus tard Yachiyo-cho, actuellement Taka-cho), dans la préfecture de Hyōgo, a proclamé le 15 septembre « Jour des vieilles personnes (としよりの日, Toshiyori no hi) ». Sa popularité s'est étendue au niveau national, et, en 1966, elle a pris son nom et son statut actuels. Chaque année, les médias japonais profitent de l'occasion pour présenter des personnes âgées et faire un rapport sur la population, en mettant en évidence les personnes les plus âgées du pays.

## Coupe de saké en argent commémorative
Depuis 1963, le gouvernement japonais donne une coupe de saké en argent commémorative aux Japonais qui atteignent l'âge de 100 ans. En 1963, ils étaient 153, mais à cause de l'augmentation de leur nombre, le gouvernement a décidé de réduire la taille de la tasse afin de réduire les coûts en 2009. En 2014, 29 357 personnes ont reçu cette coupe. L'augmentation des coûts a conduit le gouvernement à envisager de faire des économies en choisissant un matériau différent ou en se contentant de l'envoi d'une lettre.